# Schulkonferenz
Die Schulkonferenz (in Bayern Schulforum, in Niedersachsen Schulvorstand und in Rheinland-Pfalz Schulausschuss genannt) ist das oberste Mitwirkungs- bzw. Beschlussgremium an Schulen, in dem Lehrer, Eltern und Schüler vertreten sind. Ihre Einrichtung ist in Deutschland in den Schulgesetzen der Länder geregelt. Die Zusammensetzung und die Mitwirkungsrechte dieses Gremiums sind unterschiedlich ausgestaltet.

## Heutige Schulkonferenzen

### Mitglieder
In der Mindestzusammensetzung sind der Schulleiter, der Elternbeiratsvorsitzende, ein Lehrer sowie (bei weiterführenden Schulen) der Schülersprecher Mitglieder der Schulkonferenz. Je nach Größe der Schule sind die beteiligten Gruppen durch weitere Mitglieder vertreten, wobei Lehrkräfte, Eltern und Schüler entweder in gleicher Stärke repräsentiert sind oder aber eine stärkere Gewichtung auf Seiten der Lehrer oder der Eltern liegt. Oft obliegt dem Schulleiter der Vorsitz.

### Aufgaben
Je nach Ländergesetz hat die Schulkonferenz Aufgaben unterschiedlichen Umfangs, welche durch einen Aufgabenkatalog geregelt werden.
Wichtige Aufgaben können sein:
- Unterrichtung über alle für die Schule relevanten Themen
- Entscheidung über den Finanzhaushalt der Schule
- Ausübung des Mitwirkungsrechts der Schule bei der Neubesetzung der Schulleiterstelle
- Einrichtung einer Geschäftsordnung für Klassenpflegschaften bzw. Klassenelternvertretungen
- Planung und Durchführung von pädagogischen Tagen
- Mitspracherecht bei Schulausschlüssen von Schülern
- Beschlüsse über den unterrichtsfreien Samstag und/oder bewegliche Ferientage
- Zustimmung zur Schul-/Hausordnung

Für die Eltern- und den Schülervertreter sind Informations- und das Anhörungsrechte von besonderer Wichtigkeit.

### Regelungen in einzelnen Bundesländern

#### Baden-Württemberg
Die Schulkonferenz ist an allen öffentlichen Schulen Baden-Württembergs eingerichtet. Seit dem Schuljahr 2014/15 entsenden Lehrer, Eltern und Schüler die gleiche Anzahl an Vertretern in die Schulkonferenz. Die Neuregelung erfüllt eine Ankündigung aus dem Koalitionsvertrag und sieht vor, dass an Schulen mit mindestens 14 Lehrkräften in der Schulkonferenz neben dem Schulleiter, dem Vorsitzenden des Elternbeirates und dem Schülersprecher die Lehrer-, Eltern- und Schülerschaft mit jeweils drei Sitzen vertreten sind. Besteht an einer Schule keine Schüler oder Elternvertretung so entsenden die Lehrer und die jeweils andere Gruppe weitere fünf Vertreter. An Berufsschulen treten Vertreter der „für die Berufserziehung der Schüler Mitverantwortlichen“ mit vier Vertretern hinzu. Schüler, die Mitglied der Schulkonferenz sind, müssen mindestens der siebten Klasse angehören. (Vgl. § 47 Abs. 9 SchG (BW))
Vor diesem Schuljahr hatten die Lehrkräfte gemeinsam mit dem Schulleiter eine Mehrheit. Mit der beschlossenen Drittelparität kann sich eine Gruppe allein nicht mehr durchsetzen. Entscheidungen, die von der Schulkonferenz beschlossen werden müssen, erfordern nun einen Verständigung zwischen mehreren Mitgliedergruppen. Gleichzeitig ist es Eltern und Lehrern in der Regel nicht möglich alleine gegen Schulleitung und Lehrer positiv Entscheidungen herbeizuführen. Einerseits führt der Schulleiter den Vorsitz in der Konferenz und setzt die Tagesordnung fest (vgl. § 47 Abs. 9 Nr. 1 SchG (BW) i. V. m. §§ 5 und 6 SchulKonfO (BW)) und hat dadurch einen großen Einfluss auf den Gang der Verhandlungen. Zum anderen entscheidet die Schulkonferenz nur in wenigen, selten anstehenden Fragen alleine, bspw. bei der Stellungnahme zum Schulnamen oder Schulbezirks, dem unterrichtsfreien Samstag oder der (außerordentlichen) Anforderung von Haushaltsmitteln gegenüber dem Schulträger (vgl. § 47 Abs. 3 SchG (BW)). Vielfach muss die Schulkonferenz ihr Einvernehmen zu Entscheidungen anderer Gremien (insbesondere der Gesamtlehrerkonferenz) geben, bspw. zum Erlass der Schul-/ und Hausordnung, Umwandlung in eine Gemeinschaftsschule, Fragen zu Klausuren und Hausarbeiten sowie Fragen außerunterrichtlicher Veranstaltungen (vgl. § 47 Abs. 5 SchG (BW)). Das Einvernehmen kann nach einem Beharrungsbeschluss der Lehrerkonferenz durch die Schulaufsicht ersetzt werden (vgl. § 47 Abs. 8 SchG (BW)).  Oftmals ist sie sogar nur anzuhören, bspw. bei allgemeinen Fragen der Erziehung und des Unterrichts an der Schule oder einem Schulausschluss (vgl. § 47 Abs. 4 SchG (BW)).
Bei der Besetzung von Schulleiterstellen wird eine vierköpfige Auswahlkommission am Auswahlverfahren beteiligt. Die Kommission besteht aus jeweils einem Vertreter, den der Schulträger entsendet, und einem Vertreter aus der Schulkonferenz. Hinzu kommen zwei Vertreter der Schulaufsicht. (§ 40 Abs. 2 SchG (BW)). Das Letztentscheidungsrecht der Schulaufsicht über die Stellenbesetzung besteht weiter, damit der beamtenrechtliche Grundsatz der Bestenauslese gewahrt bleibt.
Die Schulkonferenz tagt nicht-öffentlich (vgl. § 47 Abs. 11 SchG (BW)).

#### Bayern
siehe Schulforum

#### Berlin
Die Schulkonferenz besteht aus 14 Mitgliedern: 4 Elternsprechern, die von der GEV (GesamtElternVersammlung) in die Schulkonferenz gewählt werden, 4 Lehrern, 4 Schülern (in der Grundschule aus den Klassen 5 und 6 mit beratender Stimme), dem Schulleiter und einer außenstehenden Person (z. B. einem Wirtschaftsvertreter). Die Mitglieder werden jeweils für zwei Jahre gewählt.
Die Schulkonferenz bestimmt mit einer Zweidrittelmehrheit u. a. über die Verwendung der zugewiesenen Personal- und Sachmittel, das Schulprogramm und die Dauer der Schulwoche. Mit einfacher Mehrheit wird über Schulversuche, den Unterrichtsbeginn und die Hausordnung abgestimmt. Bei der Neubesetzung von Funktionsstellen (Schulleiter, Konrektor, Abteilungsleiter) kann die Schulkonferenz einen Besetzungsvorschlag machen.

#### Niedersachsen
siehe Schulvorstand

#### Rheinland-Pfalz
siehe Schulausschuss

#### Sachsen
In Sachsen ist die Schulkonferenz (SK) oberstes Mitwirkungs- und Entscheidungs-/Beschlussgremium. Ihr wird eine außerordentliche Stellung zuteil. Grundlage für die Arbeit der SK ist die Schulkonferenzverordnung für den Freistaat Sachsen (SchulKonfVO). In dieser ist festgelegt, dass der Schulleiter, der Vorsitzende des Elternrates und der Schülersprecher immer Mitglieder der Schulkonferenz sein müssen. Dazu kommen 4 weitere Mitglieder aus der Gesamtlehrerkonferenz, 3 gewählte Vertreter aus dem Elternrat und 3 berufene Mitglieder aus dem Schülerrat. Insgesamt gibt es somit 12 stimmberechtigte Personen. Der Schulleiter ist Vorsitzender der SK, aber nicht stimmberechtigt. Der Vorsitzende des Elternrates übernimmt die Funktion des stellvertretenden und stimmberechtigten Vorsitzenden. Der Schriftführer wird durch den Sitzungsvorsitzenden bestimmt. Die Schulkonferenz ist beschlussfähig, wenn 2/3 der Mitglieder anwesend sind. Bei Abstimmungen genügt die einfache Mehrheit.
Die Schulkonferenz hat zusätzlich zu den oben genannten Funktionen Einfluss auf das Ganztagsangebot und die Hausordnung.

#### Sachsen-Anhalt
In Sachsen-Anhalt nimmt die Gesamtkonferenz (der alle Lehrkräfte einer Schule sowie Vertreter der Eltern und der Schüler angehören) Aufgaben wahr, die in anderen Bundesländern die Schulkonferenz erfüllt. Die Parität (Lehrer : Eltern : Schüler = 2 : 1 : 1), wie sie oft bei einer Schulkonferenz vorkommt, erreicht die Gesamtkonferenz in Sachsen-Anhalt durch eine entsprechend hohe Anzahl von Eltern- und Schülervertretern. Durch die Größe des Gremiums unterscheidet sich die Gesamtkonferenz in Sachsen-Anhalt deutlich von Schulkonferenzen in anderen Bundesländern.

## Preußische Schulkonferenzen 1890 und 1900
Ende des 19. Jahrhunderts gab es in Preußen zwei Schulkonferenzen genannte Kongresse. Die Dezember-Konferenz 1890 und die Juni-Konferenz 1900. An diesen Konferenzen nahmen in Berlin Vertreter der Schulverwaltungen, Abgeordnete, höhere Kirchenbeamte, Wissenschaftler und Vertreter einiger Verbände teil. Thema war die Neuorganisation der humanistischen Gymnasien, der Realgymnasien und der Realschulen.
Die preußische Mädchenschulkonferenz trat 1906 zusammen.

## Nachweise
1. 1 2 3  Schulkonferenz: Eltern und Schüler erhalten mehr Rechte. Stuttgarter Nachrichten, 28. Februar 2014, abgerufen am 7. Juli 2021.
2. ↑  Berliner Schulgesetz zur Schulkonferenz (Memento des Originals vom 18. April 2013 im Internet Archive)  Info: Der Archivlink wurde automatisch eingesetzt und noch nicht geprüft. Bitte prüfe Original- und Archivlink gemäß Anleitung und entferne dann diesen Hinweis. (PDF; 96 kB)
3. ↑  vgl. § 5 der Konferenzverordnung vom 2. August 2005 (Seite nicht mehr abrufbar, festgestellt im Mai 2019. Suche in Webarchiven)  Info: Der Link wurde automatisch als defekt markiert. Bitte prüfe den Link gemäß Anleitung und entferne dann diesen Hinweis. (PDF; 42 kB)
4. ↑  Heinrich Schulz: Zum Lebensabschnitt von 1892-1918. S. 17